# Oyochrysa spadix
Oyochrysa spadix är en insektsart som beskrevs av Brooks 1985. Oyochrysa spadix ingår i släktet Oyochrysa och familjen guldögonsländor. Inga underarter finns listade i Catalogue of Life.